# Ologramma

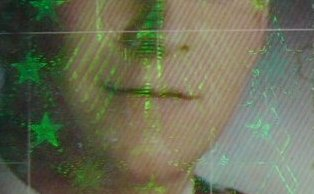
Particolare di un ologramma (Identigram) stampato su un passaporto come sistema antifalsificazione

L'ologramma è una lastra o pellicola fotografica riproducente l'immagine tridimensionale di un oggetto ottenuta con la tecnica dell'olografia; il nome può indicare anche l'immagine che viene così riprodotta.

## Principio di funzionamento
Gli ologrammi sono definiti come figure (o pattern) d'onda interferenti ottenute tramite l'uso di un laser, aventi la specificità di creare un effetto fotografico tridimensionale: essi, a differenza delle normali fotografie, ci mostrano una rappresentazione tridimensionale dell'oggetto proiettato. Ogni parte dell'ologramma, poi, contiene l'intera informazione: tagliando in due parti l'ologramma entrambe mostreranno sempre l'oggetto per intero.

## Creazione dell'immagine
Un ologramma viene creato con la tecnica dell'olografia mediante impressione di una lastra o pellicola olografica utilizzando una sorgente luminosa coerente (laser). La luce laser, a seconda della configurazione ottica adottata, può essere separata mediante beam splitter (configurazione dual-beam), o essere utilizzata così com'è previa espansione da parte di una o più lenti (configurazione Denysiuk).
Nel primo caso uno dei due rami viene espanso dal beam-expander e inviato verso l'oggetto da riprodurre, mentre l'altro (fascio di riferimento) anch'esso espanso da un beam-expander, va ad illuminare uniformemente la lastra o pellicola sensibile. È importante che le lunghezze dei due percorsi ottici (quello che illumina direttamente alla lastra e quello che viene ad essa riflesso dall'oggetto) siano per quanto possibile simili tra loro, o almeno che la loro differenza sia molto inferiore alla lunghezza di coerenza (che è a sua volta legata alle dimensioni della cavità risonante) della sorgente utilizzata. Sfruttando il fenomeno dell'interferenza ottica è così possibile ottenere un pattern detto di interferenza che contiene tutte le informazioni (intensità e fase) della luce proveniente dall'oggetto.

## Caratteristiche
Le caratteristiche principali di un ologramma sono:
- Una lastra olografica conserva il contenuto informativo in ogni sua parte, di conseguenza spezzando in più parti la lastra è possibile ottenere la stessa immagine tridimensionale con una diminuzione del campo di vista.
- È possibile memorizzare sulla stessa lastra olografica più ologrammi orientando diversamente il raggio laser di riferimento.

## Applicazioni
Gli ologrammi, essendo difficili da contraffare, sono ampiamente utilizzati (direttamente stampati o inseriti all'interno dell'oggetto o applicati come bollino adesivo), come sistema antifalsificazione, nella produzione di banconote (lamina olografica o stripe), carte di identità, passaporti, carte di credito, supporti digitali (cd-rom, DVD, videocassette), marche da bollo.
Le applicazioni dell'ologramma sono anche in campo collezionistico e alcune nazioni hanno prodotto francobolli con ologrammi: Italia, Irlanda, Germania e Canada.